# Disinae
Disinae es una subtribu de la familia Orchidaceae, que consiste de 178 especies de plantas de hábito terrestre que se divide en dos géneros. Todas las especies son nativas de la zona de África continental, a excepción de algunas que se encuentran en el suroeste del Oriente Medio, Madagascar y la isla Reunión. Sus flores suelen formar grupos llamativos.
Las plantas de esta subtribu se caracteriza por presentar raíces tuberosas generalmente glabras, con tallos lisos, o en ausencia de vellosidad, y hojas caulinares, a menudo estrechas y lineales, inflorescencia en racimos  terminales, las flores con el sépalo dorsal generalmente cóncavo, mucho mayor que los pétalos. El labelo suele tener varios formatos, pero siempre es mayor en longitud que la columna. La columna tiene dos polinias sésiles, por lo general con dos viscidios. El rostelo de la mayoría de las especies es trilobulado.

## Distribución
Las orquídeas que pertenecen  a esta subtribu son originarias principalmente de África, con gran concentración en el sur de África, donde la mayoría de las especies y los dos géneros están presentes, y diversas en el África tropical.  Sólo unas pocas especies del género Disa existen en las islas cercanas y el Oriente Medio.
Los dos géneros asignados a esta subtribu, Disa y Schizodium se diferencian principalmente por los tallos y los labios. En el primero, los tallos tienen generalmente  posición vertical y el labio de las flores tienen estructuras más sencillas, en el segundo los tallos son delgados y flexibles y el labio dividido en tres secciones claramente diferenciadas.